# Ruterielina touroulti
Ruterielina touroulti är en skalbaggsart som beskrevs av Rojkoff 2010. Ruterielina touroulti ingår i släktet Ruterielina och familjen Cetoniidae. Inga underarter finns listade i Catalogue of Life.